# Архиепархия Халапы
Архиепархия Халапы (лат. Archidioecesis Ialapensis) — архиепархия Римско-католической церкви с центром в городе Халапа-Энрикес, Мексика. В митрополию Халапы входят епархии Коацакоалькоса, Кордовы, Орисабы, Папантлы, Сан-Андрес-Тустлы, Туспана, Веракруса. Кафедральным собором архиепархии Халапы является церковь Непорочного Зачатия Пресвятой Девы Марии.

## История
5 января 1844 года Римский папа Григорий XVI издал буллу Quod olim, которой учредил епархию Веракрус, выделив её из епархии Тлахкалы (сегодня — Архиепархия Пуэбла-де-лос-Анхелес). Булла Quod olim не была реализована и епархия Веракруса долгое время оставалась вакантной.
19 марта 1863 года Святым Престолом была образована епархия Веракрус-Халапы, которая получила территорию от епархий Антекера (сегодня – Архиепархия Антекера) и Тлахкалы. В этот же день епархия Веракрус-Халапы вошла в митрополию Мехико.
24 ноября 1922 года епархия Веракрус-Халапы передала часть своей территории для возведения новой епархии Папантлы.
29 июня 1951 года епархия Веракрус-Халапы была возведена в ранг митрополии.
23 мая 1959 года и 9 июня 1962 года архиепархия Веракрус-Халапы передала часть своей территории для возведения новых епархий Сан-Андрес-Тустлы и Веракруса . В этот же день архиепархия Веракрус-Халапы была переименована в архиепархию Халапы.
29 января 1995 года Римский папа Иоанн Павел II причислил к лику блаженных епископа архиепархии Халапы Рафаэля Гисар Валенсию.  
15 апреля 2000 года архиепархия Халапы передала часть своей территории для возведения новой епархий  Кордобы и Орисабы.

## Ординарии архиепархии
- епископ Франсиско де Паула Суарес Передо и Бесарес (1863 — 1869);
- епископ Хосе Мария Мора и Даса (1870 — 1884);
- епископ Хосе Игнасио Суарес Передо и Бесарес (1887 — 1894);
- епископ Хоакин Акадио Пагаса и Ордоньес (1895 — 1919);
- епископ Рафаэль Гисар Валенсия (1919 — 1938);
- епископ Мануэль Рио Лопес Эстрада (1939 — 1951);
- архиепископ Мануэль Рио Лопес Эстрада (1951 — 1968);
- архиепископ Эмилио Абаскаль и Сальмерон (1968 — 1979);
- архиепископ Серхио Обесо Ривера (1979 — 2007) — кардинал с 29.06.2018;
- архиепископ Иполито Реес Лариос (с 2007 - по настоящее время).

## Источник
- Annuario Pontificio, Libreria Editrice Vaticana, Città del Vaticano, 2003, ISBN 88-209-7422-3
- Булла Quod olim, Raffaele de Martinis, Iuris pontificii de propaganda fide. Pars prima, Tomo V, Romae 1893, стр. 321  (лат.)